# Gerard van Vliet (wielrenner)
Gerard Leendert (Gert) van Vliet (26 februari 1964) is een voormalig Arubaans wielrenner.
Van Vliet nam deel aan de Olympische Zomerspelen van 1992 in Barcelona. Hij wist de wedstrijd niet uit te rijden.